# Analytical Chemistry Insights
Analytical Chemistry Insights (abrégé en Anal. Chem. Insights) est une revue scientifique à comité de lecture qui publie en libre accès des articles dans domaine de la chimie analytique.
Le directeur de publication est Gabor Patonay (Georgia State University, États-Unis).